# Kabbia
Kabbia er et af de fire departementer, som udgør regionen Mayo-Kebbi Est i Tchad.
9°37′54″N 15°30′36″Ø / 9.6317°N 15.51°Ø